# Список об'єктів Світової спадщини ЮНЕСКО на Кіпрі
Список об'єктів Світової спадщини ЮНЕСКО на Кіпрі станом на 2015 рік налічує 3 найменування, що приблизно становить 0,3 % загальної кількості об'єктів Світової спадщини у світі (1031 станом на 2015 рік). Усі 3 об'єкти світової спадщини на Кіпрі є пам'ятками культурного типу (критерії i-vi).
Кіпр ратифікував Конвенцію ЮНЕСКО про охорону всесвітньої культурної і природної спадщини 14 серпня 1975 року, а перша кіпрська пам'ятка — руїни стародавнього міста Пафос — увійшли до переліку Світової спадщини 1980 року під час 4-ї сесії Комітету Світової спадщини ЮНЕСКО. Надалі список об'єктів Світової спадщини ЮНЕСКО на Кіпрі поповнювався у 1985 та 1998 та зазнавав незначних змін у 2001 та 2012 роках.

## Пояснення до списку
У таблицях нижче об'єкти розташовані у хронологічному порядку їх додавання до списку Світової спадщини ЮНЕСКО.
Кольорами у списку позначено:
На картах кожному об'єкту відповідає червона позначка (), якщо кілька пам'яток внесені до списку як один об'єкт Світової спадщини, то їх відмічено позначками інших кольорів.

## Розташування
| Хирокитія Пафос 1 2 Церква у Нікітарі 3 Церква у Мутуллас 4 Церква святого Хреста 5 6 Церква Преображенняclass=notpageimage\| Об'єкти Світової спадщини ЮНЕСКО на мапі Кіпру · — Церкви з розписами у гірському районі Троодос · 1 — Церква святого Миколая під дахом; 2 — Монастир святого Івана Лампадиста; 3 — Церква у Лагудера; 4 — Церква архангела Михаїла; 5 — Церква у Галаті; 6 — Церква у Платаністаса |

## Список
| № | Зображення | Назва                                                                                         | Розташування                     | Час створення        | Рік внесення до списку     | №                                                     | Критерії    |
| - | ---------- | --------------------------------------------------------------------------------------------- | -------------------------------- | -------------------- | -------------------------- | ----------------------------------------------------- | ----------- |
| 1 |            | Пафос (грец. Πάφος) Гробниці царів у Пафосі (грец. Τάφοι των Βασιλέων) Куклія (грец. Κούκλια) | Район Пафос                      | IV століття до н. е. | 1980                       | 79 [Архівовано 11 липня 2017 у Wayback Machine.]      | iii, vi     |
| 2 |            | Церква святого Миколая під дахом (грец. Εκκλησία του Αγίου Νικολάου της Στέγης)               | Район Нікосія село Какопетрія    | XI століття          | 1985 (розширено в 2001)    | 351 [Архівовано 29 листопада 2019 у Wayback Machine.] | ii, iii, iv |
| 2 |            | Монастир святого Івана Лампадиста (грец. Μονή του Αγίου Ιωάννη του Λαμπαδιστή)                | Район Нікосія село Калопайонотіс | XI століття          | 1985 (розширено в 2001)    | 351 [Архівовано 29 листопада 2019 у Wayback Machine.] | ii, iii, iv |
| 2 |            | Церква Всесвятої Богородиці (грец. Εκκλησία της Παναγίας της Ασίνου)                          | Район Нікосія село Нікітарі      | XII століття         | 1985 (розширено в 2001)    | 351 [Архівовано 29 листопада 2019 у Wayback Machine.] | ii, iii, iv |
| 2 |            | Церква Всесвятої Богородиці (грец. Εκκλησία της Παναγίας του Άρακα)                           | Район Нікосія село Лагудера      | XII століття         | 1985 (розширено в 2001)    | 351 [Архівовано 29 листопада 2019 у Wayback Machine.] | ii, iii, iv |
| 2 |            | Церква Всесвятої Богородиці (грец. Εκκλησία της Παναγίας του Μουτουλλά)                       | Район Нікосія село Мутуллас      | XIII століття        | 1985 (розширено в 2001)    | 351 [Архівовано 29 листопада 2019 у Wayback Machine.] | ii, iii, iv |
| 2 |            | Церква архангела Михаїла (грец. Εκκλησία του Αρχάγγελου Μιχαήλ)                               | Район Нікосія село Педулас       | XV століття          | 1985 (розширено в 2001)    | 351 [Архівовано 29 листопада 2019 у Wayback Machine.] | ii, iii, iv |
| 2 |            | Церква святого Хреста (грец. Εκκλησία του Τιμίου Σταυρού)                                     | Район Лімасол село Пелендрія     | XII століття         | 1985 (розширено в 2001)    | 351 [Архівовано 29 листопада 2019 у Wayback Machine.] | ii, iii, iv |
| 2 |            | Церква Всесвятої Богородиці (грец. Εκκλησία της Παναγίας της Ποδίθου)                         | Район Нікосія село Галата        | XVI століття         | 1985 (розширено в 2001)    | 351 [Архівовано 29 листопада 2019 у Wayback Machine.] | ii, iii, iv |
| 2 |            | Церква святого Хреста (грец. Εκκλησία του Τιμίου Σταυρού του Αγιασμάτι)                       | Район Нікосія село Платаністаса  | XV століття          | 1985 (розширено в 2001)    | 351 [Архівовано 29 листопада 2019 у Wayback Machine.] | ii, iii, iv |
| 2 |            | Церква Преображення (грец. Εκκλησία της Μεταμορφώσεως του Σωτήρος)                            | Район Нікосія село Палайхорі     | XVI століття         | 2001                       | 351 [Архівовано 29 листопада 2019 у Wayback Machine.] | ii, iii, iv |
| 3 |            | Хирокитія (грец. Χοιροκοιτία)                                                                 | Район Ларнака                    | VII—IV тис. до н. е. | 1998 (незначні зміни 2012) | 848 [Архівовано 11 липня 2017 у Wayback Machine.]     | ii, iii, iv |

## Розташування кандидатів
| Церква у Спілія Фікарду Матіатіс Кіонія Хандрія Олімбос Міст у Малунта Міст у Кліру Церква Варнави та Іларіона Церква у Кітіclass=notpageimage\| Об'єкти попереднього списку Світової спадщини ЮНЕСКО на мапі Кіпру |

## Попередній список
Попередній список — це перелік важливих культурних і природних об'єктів, що пропонуються включити до Списку всесвітньої спадщини. Станом на 2015 рік до переліку пам'яток ЮНЕСКО на Кіпрі запропоновано внести ще 10 об'єктів. Їхній повний перелік наведено в таблиці нижче.
| №  | Зображення | Назва | Розташування                   | Час створення      | Рік внесення до списку | №                                                   | Критерії           |
| -- | ---------- | --- | ------------------------------ | ------------------ | ---------------------- | --------------------------------------------------- | ------------------ |
| 1  |            | Церква Всесвятої Богородиці (Розширення об'єкту Церкви з розписами у гірському районі Троодос) (грец. Εκκλησία της Παναγίας Χρυσοκουρδαλιωτισσας) | Район Нікосія село Спілія      | XVI століття       | 2002                   | 1672 [Архівовано 10 травня 2015 у Wayback Machine.] | ii, iii, iv        |
| 2  |            | Сільське поселення Фікарду (грец. Φυκάρδου) | Район Нікосія                  | XVIII—XIX століття | 2002                   | 1673 [Архівовано 1 червня 2015 у Wayback Machine.]  | ii, iii, iv, v     |
| 3  |            | Південний Матіатіс (грец. Μαθιάτης) | Район Нікосія                  | —                  | 2002                   | 1674 [Архівовано 10 травня 2015 у Wayback Machine.] | змішаний тип       |
| 4  |            | Кіонія (грец. Κιόνια) | Район Нікосія                  | —                  | 2002                   | 1675 [Архівовано 13 травня 2015 у Wayback Machine.] | viii, ix           |
| 5  |            | Хандрія (грец. Χανδριά) | Район Нікосія                  | —                  | 2002                   | 1676 [Архівовано 24 травня 2015 у Wayback Machine.] | viii, ix           |
| 6  |            | Олімбос (грец. Όλυμπος) | Район Нікосія                  | —                  | 2002                   | 1677 [Архівовано 10 травня 2015 у Wayback Machine.] | viii, ix           |
| 7  |            | Міст у Малунта (грец. Μαλούντα) | Район Нікосія село Малунта     | —                  | 2002                   | 1678 [Архівовано 24 травня 2015 у Wayback Machine.] | viii, ix           |
| 8  |            | Міст у Кліру (грец. Kλήρου) | Район Нікосія село Кліру       | —                  | 2002                   | 1679 [Архівовано 24 травня 2015 у Wayback Machine.] | viii, ix           |
| 9  |            | Церква святих Варнави та Іларіона (грец. Περιστερώνα)                                                                                             | Район Нікосія село Перістерона | невідомо           | 2004                   | 1874 [Архівовано 10 травня 2015 у Wayback Machine.] | ii, iii, iv        |
| 10 |            | Церква Всесвятої Богородиці (грец. Εκκλησία της Παναγία Αγγελόκτιστή)                                                                             | Район Ларнака село Кіті        | XI століття        | 2015                   | 5987 [Архівовано 24 травня 2015 у Wayback Machine.] | i, ii, iii, iv, vi |